# Drobnołuszczak szarobrązowy
Drobnołuszczak szarobrązowy (Pluteus cinereofuscus  J.E. Lange) – gatunek grzybów należący do rodziny łuskowcowatych (Pluteaceae).

## Systematyka i nazewnictwo
Pozycja w klasyfikacji według Index Fungorum: Pluteus, Pluteaceae, Agaricales, Agaricomycetidae, Agaricomycetes, Agaricomycotina, Basidiomycota, Fungi.
Synonimy:
- Pluteus cinereofuscus f. olivaceus (P.D. Orton) Wuilb. 2001
- Pluteus godeyi sensu Orton
- Pluteus nanus var. major Cooke ex Massee 1893
- Pluteus olivaceus P.D. Orton 1960

Alina Skirgiełło w 1999 r. opisała ten gatunek pod nazwą łuskowiec szarobrązowy. Władysław Wojewoda w 2003 r. zaproponował nazwę drobnołuszczak szarobrązowy.

## Morfologia
Kapelusz
Średnica do 4,5 cm, u młodych okazów półkulisty lub stożkowaty, z wiekiem rozpościerający się, płaskowypukły, czasem z niewielkim garbkiem i na środku pomarszczony. Powierzchnia gładka, o barwie brązowawej, oliwkowobrązowe lub oliwkowoszarej, w starszych okazach blaknąca, mniej brązowa, na środku szara lub oliwkowa. Jest higrofaniczny.
Blaszki
Dość gęste, brzuchate, o szerokości do 6 mm, początkowo białe, potem różowe lub szaroróżowe. Ostrze biało kosmkowate.
Trzon
Wysokość 4–6 cm, grubość do 0,2–0,5 cm, walcowaty, ku podstawie nieco rozszerzający się, początkowo pełny, potem pusty. Powierzchnia biała, dołem nieco szarawa.
Miąższ
Szarawy, w stanie suchym jaśniejszy. Zapach ziemisty, nieprzyjemny.
Cechy mikroskopowe
Zarodniki 6,2–9 × 3–7 µm, o kształcie od szerokoelipsoidalnego do kulistego, szkliste. Cheilocystydy liczne, o kształcie od wąskomaczugowatego do workowatego i wymiarach 30–70 × 10–23 µm. Niektóre z nich mają w środku brązowy pigment. Pleurocystydy bezbarwne, liczne, cylindryczne lub maczugowate, czasami butelkowate Skórka kapelusza zbudowana z gruszkowatych lub kulistawych komórek o wymiarach 30–70 × 10–23 µm, czasami z brązowawym pigmentem.

## Występowanie
Opisano występowanie tego gatunku w niektórych krajach Europy i w Maroku. W. Wojewoda w zestawieniu grzybów wielkoowocnikowych Polski w 2003 r. przytacza 10 jego stanowisk z uwagą, że jego rozprzestrzenienie i stopień zagrożenia nie są znane. Bardziej aktualne stanowiska podaje internetowy atlas grzybów. Zaliczony w nim jest do gatunków rzadkich, wartych objęcia ochroną.
Grzyb saprotroficzny. Występuje w lasach liściastych i mieszanych na próchniejącym drewnie drzew liściastych, zwłaszcza buków, wśród opadłych liści, w zaroślach i poboczach dróg na zagrzebanych w ziemi gałązkach drzew. Znaleziono go również na rekultywowanych terenach po kopalni węgla. Owocniki pojawiają się od maja do października.